# New York Journal-American
New York Journal-American byl denní tisk vydávaný v New Yorku od roku 1937 do roku 1966. New York Journal byl výsledkem sloučení dvou newyorských novin v roce 1937, které vlastnil William Randolph Hearst: ranník New York American (původně New York Journal, přejmenovaný na American v roce 1901) a odpolední New York Evening Journal. Oba publikoval Hearst od roku 1895 do roku 1937. New York Journal-American vycházel až do roku 1966. The New York Journal-American byly noviny s několika vydáními v během jednoho dne, konkrétně odpoledne a večer.

## Souboj s Pulitzerem
Noviny New York Journal byly hlavním konkurentem pro další americké noviny New York World vydávané Josephem Pulitzerem. Hearst přetáhl k sobě kreslíře Richarda F. Outcaulta, který kreslil u Pulitzera komiks s názvem Yellow Kid. S touto konkurenční válkou se pojí termín žlutá žurnalistika.

## Vývoj novin
- založení v roce 1882 pod názvem New York Morning Journal; zakladatelem mladší bratr Josepha Pulitzera Albert Pultizer

- noviny koupil Hearst v roce 1895 a změnil se název na The Journal
- změna názvu v roce 1896 na New York Evening Journal
- v roce 1901 byly noviny přejmenovány na New York (Morning) American
- sloučení novin New York American a New York Evening Journal v roce 1937 a nový název New York Journal-American
- zánik novin v roce 1966